# Morondava (miasto)
Morondava – miasto w zachodnim Madagaskarze, stolica regionu Menabe. Według spisu z 2018 roku liczy 53,5 tys. mieszkańców i jest szesnastym co do wielkości miastem na Madagaskarze. Na wschód od miasta znajduje się lotnisko.